# Rafael Puyol Antolín
Rafael Puyol Antolín (Gijón, Asturias, 1945) es un doctor en Geografía español, rector de la Universidad Complutense de Madrid entre 1995 y 2003. Es el presidente del Consejo de Dirección de la IE Universidad de Segovia y vicepresidente de la Fundación Instituto de Empresa.

## Biografía
Estudió en el Colegio de la Inmaculada de Gijón y desarrolló su labor académica y docente en la Universidad Complutense de Madrid, donde fue director del departamento de Geografía General (1981-1982), vicedecano de la Facultad de Geografía e Historia (1986-87) y vicerrector de Ordenación Académica (1988-1995), hasta ocupar el rectorado entre 1995 y 2003.
Fue Presidente y actualmente es miembro del Grupo de Población de la Asociación Española de Geografía (AGE), presidente de la Real Sociedad Geográfica; miembro de la Junta Directiva del Capítulo Español del Club de Roma, y es exvicepresidente de la Fundación General de la UCM. Es Patrono de cinco Fundaciones y Full Member del Club de La Haya.
En 2014 fue condecorado con la Gran Cruz de la Orden Civil de Alfonso X el Sabio.
El 6 de noviembre de 2014 es nombrado Presidente de SECOT, Seniors Españoles para la Cooperación Técnica,con efectividad del 1 de enero de 2015.
Es doctor honoris causa por las siguientes universidades: Universidad Anáhuac (México), Universidad del Norte (Paraguay), Universidad Nacional de Cuzco (Perú), Universidad Ricardo Palma (Perú), Universidad Interamericana de Puerto Rico, Universidad Nacional Pedro Henríquez Ureña (República Dominicana) y Universidad de Panamá.
El 23 de septiembre de 2019, Rafael Puyol fue nombrado como nuevo presidente de la Universidad Internacional de La Rioja (UNIR).